# Thomas Blatt
Thomas "Toivi" Blatt (de nacimiento Tomasz Blatt; 15 de abril de 1927 – 31 de octubre de 2015) fue un sobreviviente polaco-americano del Holocausto, escritor de memorias y orador público, quién a los 16 años escapó del Campo de exterminio de Sobibor durante la revuelta organizada por los prisioneros judíos del Sonderkommando en octubre de 1943. En el escape participaron unos 300 reclusos, muchos de los cuales fueron recapturados y asesinados por los equipos de búsqueda alemanes. Después de la Segunda Guerra Mundial vivió en la Polonia controlada por los soviéticos hasta la revolución polaca de octubre. En 1957, emigró a Israel, y en 1958 se estableció en los Estados Unidos.

## Vida
Thomas "Toivi" Blatt nació el 15 de abril de 1927, en una familia judía de Izbica, en la Segunda República Polaca, donde su padre fue propietario de una tienda de licor. La población de la ciudad en esa época era 90% judía según la Enciclopedia del Holocausto. Tomasz, también conocido como Toivi, tuvo un hermano. Durante la ocupación de Polonia por la Alemania Nazi en la Segunda Guerra Mundial, su familia fue forzada a ir al ghetto de Izbica creado por las SS en 1941, el más grande de tránsito en la reserva de Lublin. El 28 de abril de 1943, fue llevado junto a su familia a Sobibor en un camión con aproximadamente 400 judíos de Izbica. Los miembros de su familia fueron asesinados allí recién llegaron. Thomas, de 16 años, junto con otros 40 hombres jóvenes fue seleccionado para unirse al Arbeitsjuden en el Campamento Bajo, y más tarde llevado al Campamento Superior, donde cortaba el cabello de mujeres desnudas antes de ser asesinadas en cámaras de gas.
Durante el año y medio en que Sobibor estuvo operativo, al menos 167,000 personas fueron asesinadas allí, según el Museo conmemorativo del Holocausto; virtualmente la totalidad de las víctimas fueron judíos, mayormente de Polonia, Francia y Países Bajos. Otras estimaciones van desde 200,000 (Raul Hilberg) a 250,000 (Dr. Aharon Weiss, y Czesław Madajczyk) asesinados en Sobibór.

### Escape de Sobibor
Blatt estuvo entre los 300 Sonderkommando prisioneros que intentaron escapar del campamento durante el levantamiento realizado en Sobibor el 14 de octubre de 1943.

### Emigración

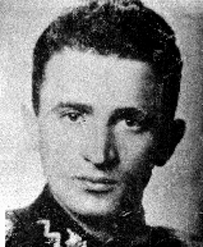
Thomas Blatt en la Polonia Estalinista llevando el uniforme de un agente

En 1957, emigró de Polonia a Israel y en 1958 se estableció en los Estados Unidos. A finales de 1970 y 1980, trabajó para Richard Rashke, periodista y autor americano quien escribió Escape from Sobibor publicado en 1982. Blatt fue encargado para ayudarle a Rashke a localizar y entrevistar sobrevivientes de Sobibor para la historia de la revuelta.
Blatt también realizó su propia búsqueda. En 1983, entrevistó a Karl Frenzel después de su liberación de prisión, un nazi alemán quién había sido el tercero a la cabeza en Sobibor. Frenzel, condenado en un juicio y sentenciado a vivir en prisión por sus acciones en el campo, fue liberado debido a una apelación después de 16 años. Posteriormente sostuvo que su entrevista fue la primera en que un sobreviviente del campo de exterminio habló cara a cara con un funcionario del campamento después de la Segunda Guerra Mundial.
El libro de Rashke (1983) fue adaptado a una película para televisión, la galardonada Escape de Sobibor (1987), que describe los acontecimientos que condujeron a la revuelta, e incluye el levantamiento de Sobibor. Blatt se desempeñó como asesor técnico de la película. La revuelta fue liderada por Leon Feldhendler y Alexander Pechersky, así como otros prisioneros del campamento incluyendo a Blatt. La película fue dirigida por Jack Gold y rodada en Yugoslavia.
Blatt escribió dos libros sobre Sobibor. Sus primeras memorias, From The Ashes of Sobibor (1997), trata sobre su vida antes de la guerra y la ocupación alemana de Izbica hasta la deportación de su familia al campo de la muerte que fue Sobibor. Su segundo libro titulado Sobibor: the forgotten revolt (1998) basado en su propia experiencia e investigaciones complementarias, fue escrito con la ayuda de su hijo Leon Blatt, describiendo la historia de la revuelta de los prisioneros el 14 de octubre de 1943, en memoria de Alexander Pechersky y los otros. El material del libro fue utilizado como fuente para su sitio web personal del mismo nombre.
Blatt vivió en Santa Bárbara, California. Murió en su casa el 31 de octubre de 2015,a los 88 años.